# Zakavkazská demokratická federativní republika
Zakavkazská demokratická federativní republika (rusky Закавказская демократическая федеративная республика, zkratka ЗКДФР, Zakavkazskaja demokratičeskaja federativnaja respublika, ZDFR), známá též pod jménem Zakavkazská federace, byl státní útvar rozkládající se na území dnešní Gruzie, Arménie a Ázerbájdžánu. Existoval však pouze tři měsíce. Vznikl 24. února 1918 a rozpadl se 28. května v témže roce.

## Vznik republiky
Tento státní útvar je jedním z výsledků událostí během revoluce v Rusku v roce 1917, když Ruská prozatímní vláda utvořila Zakavkazský výbor, který měl spravovat území náležící Rusku v Zakavkazsku. 10. února 1918 byl svolán Zakavkazský sejm, jemuž předsedal gruzínský menševik Nikolaj Čcheidze, a rozhodlo se v něm, že se Zakavkazsko stane nezávislým státem. Přesně za čtrnáct dnů se tak stalo.

## Zánik republiky
Existence této republiky však neměla dlouhého trvání. Po uzavření Brestlitevského míru byl Kavkazský sejm nucen zasednout k jednacímu stolu s Turky, aby zabránil útoku několikrát početnější turecké armády na nově vzniklou republiku. První konference se konala v Trabzonu. Zakavkazská republika na jejím základě musela vyklidit celou západní Arménii a ještě se vzdát původních arménských území s městy Batumi, Kars a Ardahan. Smlouva obsahovala i demilitarizaci všech ruských a arménských jednotek v oblasti.
Další mírová konference se konala v Batumi v květnu 1918. Turci předložili nároky na arménská města Gjumri a Ečmiadzin a dokonce na pozdější hlavní město Gruzie Tiflis (dnešní Tbilisi). V neúnosné situaci se jako první 26. května 1918 od ZFDR odtrhla Gruzie. Zbývající dvě části ZFDR, Arménie a Ázerbájdžán, se osamostatnily o dva dny později a federace tak přestala existovat.